# Petrus Hulthenius
Petrus Hulthenius, född 1617 i Hults socken, död 11 augusti 1697 i Vinnerstads socken, var en svensk präst.

## Biografi
Hulthenius föddes 1617 i Hults socken. Han var son till kyrkoherden därstädes. Hulthenius blev 17 september 1637 student vid Uppsala universitet, Uppsala. Han blev 1647 konrektor i Linköping. Hulthenius prästvigdes 1 juli 1652. 1653 blev han kyrkoherde i Vinnerstads församling, Vinnerstads pastorat. Hulthenius avled 11 augusti 1697 i Vinnerstads socken.

### Familj
Hulthenius gifte sig första gången med Anna Duræus (1637-1690). Hon var dotter till kyrkoherden Suno Duræus och Brita Bruzæus i Vinnerstads socken. De fick tillsammans barnen Maria, Hanna och ett barn (död 1660).
Hulthenius gifte sig andra gången 22 november 1691 med Maria Orrfelt (1647–1733), Hon var dotter till trumpetaren Sven Orre och Anna Jacobsdotter i Appuna socken.